# Peugeot Speedake
Lo Speedake è uno scooter sportivo prodotto dalla casa francese Peugeot fra il 1994 ed il 1997.
È stato prodotto solo nella cilindrata di 50 cm³, sostituito poi dallo Speedfight. 
Esistono altre due versioni di questo scooter, il Buxy (fuoristrada) e lo Zenith (cittadino).

## Il contesto
Il ciclomotore presentava cerchi sportivi a tre razze neri, miscelatore automatico, specchietti sportivi molto ampi, vano portaoggetti nello scudo anteriore anziché nel sottosella, ruote da 12 pollici sia all'anteriore che al posteriore, freno a disco Brembo anteriore, cavalletto centrale, sella progettata per il trasporto di due persone con alettino posteriore, parafango anteriore e strumentazione in simil-carbonio e forcella a steli rovesciati Showa.

## Specifiche tecniche
Monta un blocco motore a 2 tempi verticale, raffreddato ad aria di cilindrata 49.8cc alimentato da un carburatore Gurtner pv 12.
Erano disponibili quattro colorazioni: giallo, blu, nero e la colorazione speciale F1 (b/r/n).